# Rivière Brûle-Neige (rivière Mistassibi)
Pour les articles homonymes, voir Brûle-Neige.
La rivière Brûle-Neige fait partie du bassin versant de la rivière Mistassibi, coulant dans le territoire non organisé de Passes-Dangereuses, dans la municipalité régionale de comté (MRC) de Maria-Chapdelaine, dans la région administrative de Saguenay–Lac-Saint-Jean, dans la province de Québec, au Canada,.
Le cours inférieur de la rivière Brûle-Neige est desservi par la route forestière R0237 qui longe la rive Sud de son cours. La R0237 se connecte à l’Ouest à la route forestière R0257 qui remonte la vallée de la rivière Mistassibi.
La foresterie constitue la principale activité économique du secteur ; les activités récréotouristiques sont accessoires considérant l’éloignement géographique et le manque de routes d’accès.
La surface de la rivière Brûle-Neige est habituellement gelée de la fin novembre au début avril, toutefois la circulation sécuritaire sur la glace se fait généralement de la mi-décembre à la fin mars.

## Géographie
Les principaux bassins versants voisins de la rivière Brûle-Neige sont :
- côté Nord : rivière du Sapin Croche, rivière Mistassibi, rivière Mistassibi Nord-Est, rivière Lapointe, rivière au Serpent Sud-Ouest ;
- côté Est : rivière Alex, rivière D'Ailleboust, rivière Étienniche, ruisseau Margot ;
- côté Sud : rivière Connelly, Petite rivière Péribonka, rivière Doucet, rivière Alex, rivière Péribonka, rivière du Nord ;
- côté Ouest : rivière Mistassibi, rivière Connelly, ruisseau Malfait, rivière aux Rats, rivière aux Oiseaux, rivière Mistassini[2].

La rivière Brûle-Neige prend sa source d’un ruisseau forestier (altitude : 518 m). Cette source est située à :
- 0,9 km à l’Ouest du cours de la rivière Alex ;
- 14,8 km à l’Ouest du cours de la rivière Péribonka ;
- 20,6 km au Sud-Est de l’embouchure du lac Brûle-Neige ;
- 35,9 km à l’Est de l’embouchure de la rivière Brûle-Neige ;
- 77,0 km au Nord-Est de l’embouchure de la rivière Mistassibi[4],[2].

À partir de sa source, la rivière Brûle-Neige coule sur 59,4 km sur un dénivelé de 308 m entièrement en zone forestière, selon les segments suivants :
Cours supérieur de la rivière Brûle-Neige (segment de 21,1 km)
- 3,3 km vers l’Ouest en formant une courbe vers le Nord et en traversant sur 0,5 km un petit lac (altitude : 460 m), jusqu’à un coude de rivière correspondant à un ruisseau (venant du Nord-Est) ;
- 5,4 km vers le Nord-Ouest relativement en ligne droite en traversant une zone de marais, jusqu’à un coude de rivière correspondant à un ruisseau (venant du Nord-Est) ;
- 2,6 km vers le Nord-Ouest en formant une courbe vers le Sud, jusqu’à la confluence de la décharge (venant du Sud-Ouest) du lac Tache d’Encre ;
- 0,9 km vers le Nord-Ouest en traversant un élargissement de la rivière, jusqu’à l’entrée d’une baie (s’étirant vers l’Ouest) ;
- 8,9 km vers le Nord-Ouest en recueillant la décharge (venant du Sud-Est) d’un ensemble de lacs dont le lac Desrivières, puis en bifurquant vers l’Ouest, jusqu’au lac Brûle-Neige (longueur : 5,8 km ; altitude : 447 m) que le courant traverse sur 1,1 km vers le Sud-Ouest jusqu’à son embouchure. Note : Ce lac comporte trois parties segmentées par deux presqu’îles : l’une s’étirant sur 0,8 km à partir de la rive Nord ; l’autre s’étirant sur 2,6 km vers l’Ouest à partir de la rive Est. Il recueille la décharge (venant du Sud-Est) du lac Poupeau et la décharge (venant du Nord) du lac Trageot ;

Cours inférieur de la rivière Brûle-Neige (segment de 38,3 km)
- 9,1 km vers le Sud-Est, en formant une grande courbe vers le Nord pour contourner des montagnes, jusqu’à la décharge (venant du Nord) de lacs ;
- 9,9 km vers le Sud-Est en serpentant jusqu’à un coude de rivière où il contourne une île, puis vers le Sud relativement en ligne droite jusqu’à un coude de rivière ;
- 13,1 km vers le Sud-Est, en traversant des zones de marais et en formant une boucle vers le Sud avant de se rediriger vers le Sud, jusqu’à la décharge (venant du Sud-Est) du lac Chausson ;
- 6,2 km vers le Sud-Est en contournant une montagne par le Nord et en formant un grand S et en coupant la route forestière 0257, jusqu’à son embouchure où il y a une zone de marais[2].

La rivière Brûle-Neige se déverse sur la rive Est de la rivière Mistassibi. Cette embouchure est située à :
- 16,9 km au Nord de l’embouchure de la rivière Connelly ;
- 37,7 km à l’Ouest du cours de la rivière Alex ;
- 71,0 km au Nord de l’embouchure de la rivière Mistassibi (confluence avec la rivière Mistassini) ;
- 91,1 km au Nord de l’embouchure de la rivière Mistassini (confluence avec le lac Saint-Jean)[4],[2]

À partir de l’embouchure de la rivière Brûle-Neige, le courant descend le cours de la rivière Mistassibi sur 82,3 km vers le Sud, puis le cours de la rivière Mistassini sur 22,7 km vers le Sud-Ouest. À l’embouchure de cette dernière, le courant traverse le lac Saint-Jean sur 42,7 km vers l’Est, puis emprunte le cours de la rivière Saguenay vers l’Est sur 155 km jusqu'à la hauteur de Tadoussac où il conflue avec le fleuve Saint-Laurent.

## Toponymie
L'hydronyme « Brûle-Neige » parait sur les cartes topographiques depuis la fin du XIXe siècle. Néanmoins, son origine et sa signification demeurent incertaines. Certains auteurs énoncent l'hypothèse que le cours rapide de certains segments de la rivière ne permet pas à la glace de se former pendant l’hiver, donc d'y retenir la neige, d'où l'expression métaphorique et poétique « la rivière qui brûle la neige ». Les Innus désignent ce plan d'eau Pilepinash Sakahikan, signifiant « lac du bleuet qui tombe ».
Le toponyme de « rivière Brûle-Neige » a été officialisé le 5 décembre 1968 à la Banque des noms de lieux de la Commission de toponymie du Québec.